# Carex bilateralis
Carex bilateralis là một loài thực vật có hoa trong họ Cói. Loài này được Hayata mô tả khoa học đầu tiên năm 1911.